# Бајо ле Пен
Бајо ле Пен (фр. Bailleau-le-Pin) насеље је и општина у централној Француској у региону Центар (регион), у департману Ер и Лоар која припада префектури Шартр.
По подацима из 2011. године у општини је живело 1.509 становника, а густина насељености је износила 91,23 становника/km². Општина се простире на површини од 16,54 km². Налази се на средњој надморској висини од 174 метара (максималној 185 m, а минималној 154 m).

## Демографија
| 1962. | 1968. | 1975. | 1982. | 1990. | 1999. | 2011. |
| ----- | ----- | ----- | ----- | ----- | ----- | ----- |
| 789   | 918   | 1.141 | 1.185 | 1.495 | 1.456 | 1.509 |

График промене броја становника у току последњих година